# Biskupia Górka
Biskupia Górka (allemand : Stolzenberg, appelée quelquefois Bischofshügel) fait partie de l'agglomération de Gdańsk en Pologne. Historiquement, Biskupia Górka avait une importante signification stratégique : c'est une colline près de la grande ville.

## Histoire récente

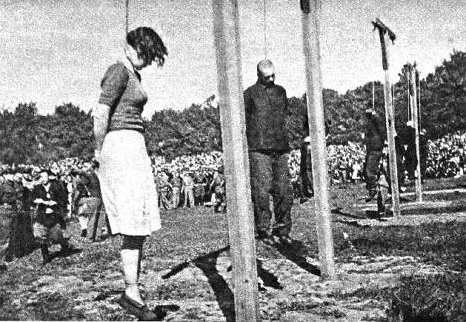
Exécution des gardiens du camp de concentration du Stutthoff le 4 Juillet 1946.

Le 4 juillet 1946, onze gardiens du camp de concentration du Stutthof, accusés de crimes de guerre (dont des sévices sadomasochistes sur des détenus), furent pendus publiquement devant une foule nombreuse. 
Parmi les condamnés exécutés, il y avait cinq gardiennes SS : Gerda Steinhoff, Wanda Klaff, Elisabeth Becker, Ewa Paradies et Jenny-Wanda Barkmann. Toutes ont été jugées, reconnues coupables et condamnées à mort au cours du premier procès du Stutthof tenu à Gdańsk entre les 25 avril et 31 mai 1946. Il y avait aussi six hommes (Kapos et gardiens) dont le chef des gardiens Johann Pauls. Il fut pendu au centre de la triple potence centrale.

## Sources
About the execution (in German)